# Cueva Misliya
La cueva Misliya (en hebreo: מערת מיסליה‎, también conocida como cueva Brotzen después que Fritz Brotzen fuese el primero en describirla en 1927) en Monte Carmelo (Israel), es un abrigo rocoso significativo en paleoantropología por el descubrimiento de los restos más antiguos atribuidos a Homo sapiens fuera de África, datados en 185 000 años atrás.
Las excavaciones por equipos de la Universidad de Haifa y la Universidad de Tel Aviv se llevaron a cabo en la temporada 2000/2001, produciendo hallazgos fechados entre 400 000 y 150 000 años atrás.
De especial interés es el fósil Misliya-1, una mandíbula superior descubierta en 2014 y, primeramente, fechada como «posiblemente hace 150 000 años» y clasificada como «Homo sapiens modernos tempranos» (EMHS). En enero de 2018, la fecha del fósil se ha revisado a entre 177 000 y 194 000 años atrás (IC del 95 %). Esto califica a Misliya-1 como uno de los fósiles más antiguos conocidos de H. sapiens, de edad comparable a los restos de Omo (identificados como «Homo sapiens arcaico» u Homo sapiens idaltu).